# Panasonic Cycle Tech
Panasonic Cycle Tech K.K. (japanisch パナソニック サイクルテック株式会社 Panasonikku Saikuru Tekku Kabushiki kaisha, englisch Panasonic Cycle Technology Co., Ltd., kurz: PCT) ist ein japanischer Fahrradhersteller und Tochter des Panasonic-Konzerns.

## Geschichte
Der Mutterkonzern Panasonic ist heute vor allem im Markt für Unterhaltungselektronik präsent. Als Grund für die etwas ungewöhnliche Produkterweiterung des Unternehmens wird in der Biographie des Firmengründers Konosuke Matsushita seine Bindung zu Fahrrädern genannt. Schon mit zehn Jahren soll Matsushita eine Lehre bei einem Arbeitgeber gemacht haben, der einen Fahrradladen besaß, und bei dessen Familie er auch wohnen musste, da seine eigene Familie völlig verarmt war.
1927 stellte Matsushita unter der Marke National Fahrradlampen her. Am 27. April 1952 wurde das Tochterunternehmen National Jitensha Kōgyō K.K. gegründet, das zuerst Fahrradlenker herstellte, im November desselben Jahres jedoch auch mit der Fahrradproduktion begann. Ebenfalls 1952 wurde der Reifenhersteller National Tire K.K. (heute Panaracer) gegründet.
Im Juni 1962 erhielt die Firma die Lizenz ihre Rahmen nach dem Japan Industrial Standard zu zertifizieren, die im Mai 1972 auf ihre Fahrräder ausgedehnt wurde. Ab Dezember 1986 wurden die Fahrräder unter der Marke vertrieben.
In den 1980er Jahren stieg die Firma in das Sponsoring des holländischen Profi-Teams unter gleichem Namen ein, bei dem Olaf Ludwig sehr viele seiner Erfolge feierte.
Panasonic führte ab 1987 das „Panasonic Custom Made“-System ein, ein damals einzigartiges System, bei dem die Käufer die Rahmengeometrie seines künftigen Rades mitbestimmen konnten. Dies war durch technische Innovationen wie dem Fax und CAD-Systeme möglich geworden. Bis heute existieren Räder aus der PR-Serie (Panasonic PR-3000, 4000, 5000). Panasonic verbaute ausschließlich Rohre von Tange International. Es wurde ausschließlich die BSA Tretlager Gewinde verwendet und mit ausschließlich Shimano 105 und 600 Komponenten verbaut.
Im Juli 2006 erfolgte die Umfirmierung in Panasonic Cycle Tech K.K.

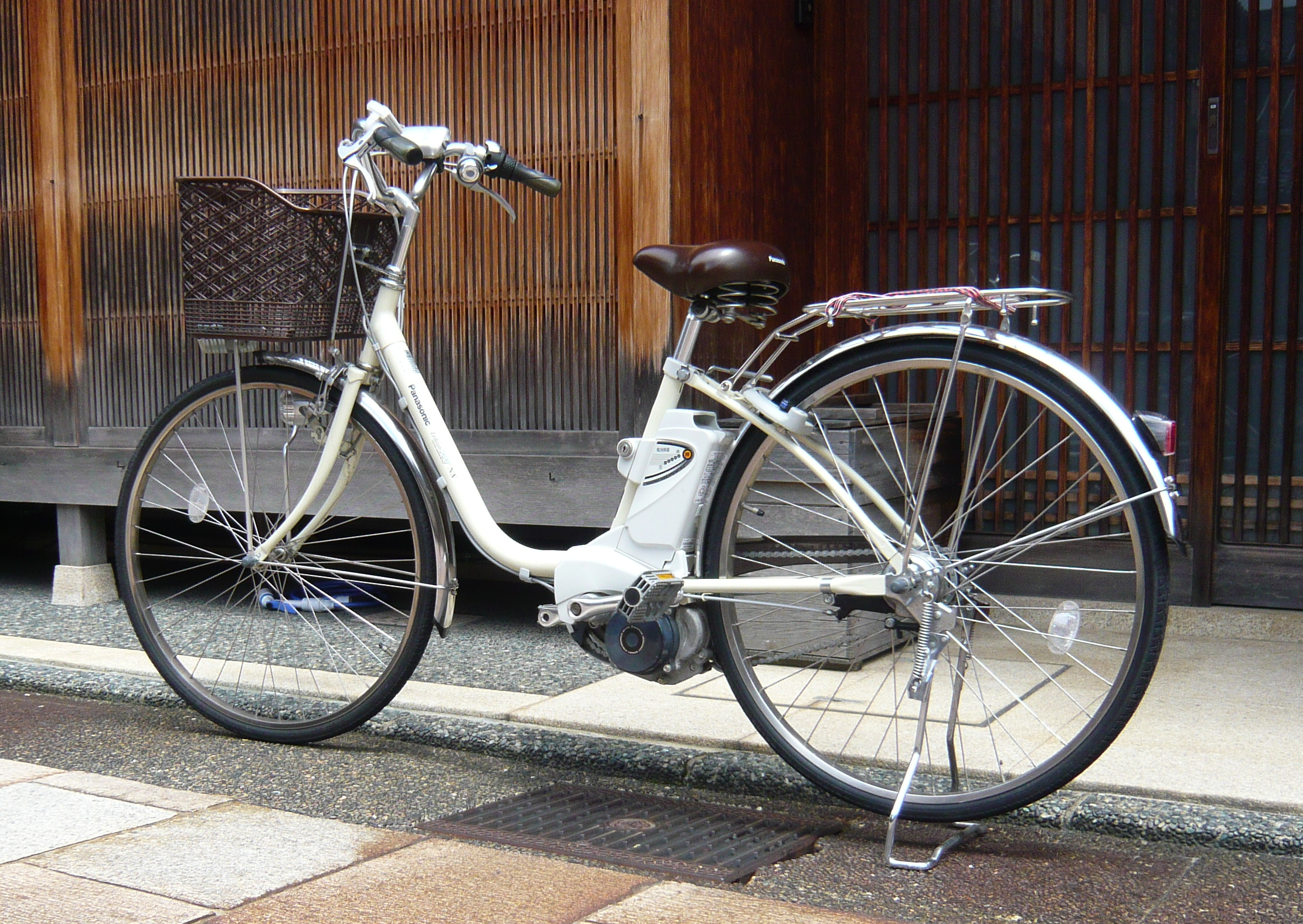
Panasonic-Pedelec von 2015

Im Mai 1996 wurde ein Elektro-Hybrid-Rad vorgestellt und im März 2000 wurde die E-Bike-Reihe Bibi vorgestellt. Daneben ist das Unternehmen auch für seine Victoria-E-Bikes bekannt. Die Firma baut aber nach wie vor alle Arten von Rädern, darunter auch eine ganze Reihe von Stahlrahmen Rädern in klassischem Look.

## Sponsoring
Von 1980 bis 1982 gab es das Team Panasonic-Shimano. Von 1984 bis 1992 sponserte Panasonic Cycles das niederländische Radsportteam Panasonic mit Fahrern Olaf Ludwig, Steven Rooks, Erik Breukink und  Peter Winnen. Die Panasonic Cycles gab auch anderen Teams ihre Namen: Das Team Ride Sport Racing wurde im Jahr 2008 unterstützt. Die deutsche Mannschaft Panasonic-Panaracer, die in den Jahren 1991 und 1992 aktiv war sowie 1994 das australische Team Panasonic wurden von der Firma gesponsert.